# Knirpsspitzmaus
Die Knirpsspitzmaus (Sorex minutissimus) ist ein kleines Säugetier in der Familie der Spitzmäuse. Sie ist nach der Etruskerspitzmaus die zweitkleinste Art der Familie. Von den verschiedenen beschriebenen Unterarten sind nicht alle allgemein anerkannt.

## Merkmale
Diese Spitzmaus erreicht nur etwa 4 cm Kopfrumpflänge und dazu kommt ein circa 2,5 cm langer Schwanz. Das Gewicht liegt zwischen 1,5 und 4 g. Abhängig von der Jahreszeit ist der Pelz auf der Oberseite rotbraun oder graubraun. Es besteht eine markante Grenze zur hellgrauen Unterseite. Die Behaarung des Schwanzes ist nur spärlich.

## Verbreitung und Habitat

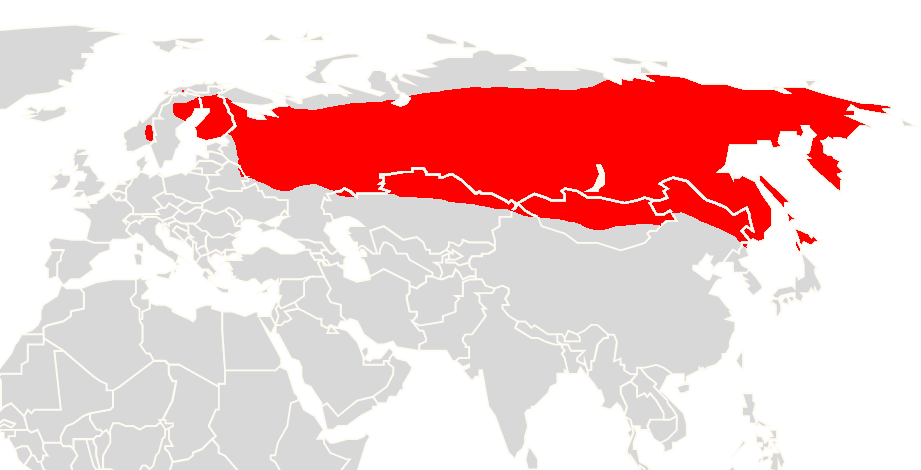
Verbreitungsgebiet laut IUCN

Das Hauptverbreitungsgebiet erstreckt sich von Lappland über Russland bis zur Pazifikküste einschließlich der japanischen Insel Hokkaidō. Weitere Funde sind verstreut über andere Teile Norwegens und Schwedens dokumentiert. Die südlichsten Vorkommen gibt es im zentralen Kasachstan, der mittleren Mongolei und im Nordosten Chinas. Bezüglich des Habitats ist die Art variabel, sie lebt z. B. in Wäldern, auf kahlen Gebirgszügen und an Feuchtgebieten. Im Winter wird sie oft in Gebäuden angetroffen.

## Lebensweise
Die Aktivitätszeiten sind verteilt über den ganzen Tag und dazwischen liegen Ruhepausen die maximal eine Stunde währen. Die Knirpsspitzmaus ernährt sich von Kleintieren, die meist kleiner als 1,5 mm sind, sie frisst also keine Regenwürmer. Zu den Beutetieren zählen Insekten und deren Larven sowie Spinnentiere. In Einzelfällen wird auch Aas gefressen. Eine Knirpsspitzmaus frisst täglich mehr als die eigene Körpermasse.
Weibchen paaren sich ein oder zwei Mal pro Jahr und pro Wurf werden 3 bis 6 Jungtiere geboren. Die Lebenslänge in freier Natur ist nicht bekannt doch Individuen in menschlicher Obhut wurden bis 2,5 Jahre alt.
Die Art wird von der IUCN als nicht gefährdet geführt.